# Elias Mendes Trindade
Elias Mendes Trindade (São Paulo, 16 mei 1985) - alias  Elias  - is een Braziliaans voetballer die doorgaans als middenvelder speelt. Hij verruilde Sporting Lissabon in januari 2017 voor Atlético Mineiro. Elias debuteerde in 2010 in het Braziliaans voetbalelftal.

## Carrière
Elias speelde van 1997 tot 2005 in de jeugd van SE Palmeiras. Daarna verkaste hij naar Náutico, waar hij zijn debuut maakte in het betaalde voetbal. Via EC São Bento, CA Juventus en Ponte Preta kwam hij in 2008 bij Corinthians terecht, waar hij onder andere in 2009 de Copa do Brasil won. In de zomer van 2009 ondernam FC Twente een poging om de speler over te nemen. De club zou daar zo'n 2,5 miljoen euro voor over hebben. Op aanraden van Ronaldo sloeg Elias het aanbod echter af. De voormalig PSV-speler achtte het voor Elias beter dat hij niet midden in het seizoen zou vertrekken bij zijn club, maar aan het eind van het seizoen.